# Дубина
Ду̀бина је врста кошнице са непокретним саћем која се прави тако што се шупља клада одсече на одговарајућу дужину и покрије даском. Дубине су биле најчешће у шумовитим крајевима, а у Југославији су биле раширене до средине двадесетог века. Временом, дубине су замењене јефтинијим плетарама и кошницама са покретним саћем.